# Božena Pýchová
Božena Pýchová (* 12. července 1935 Dvůr Králové nad Labem) je česká textilní výtvarnice.

## Život
Vystudovala v letech 1961 až 1967 Vysokou školu uměleckoprůmyslovou v Praze, kde ji vedli profesoři Josef Novák a Antonín Kybal. Ve své tvorbě se věnuje tkaným tapiseriím a potisku textilií. Tvoří též grafiky či další realizace v architektuře. Za své výtvory jí byla v soutěži Intertap udělena druhá cena za návrh bytové tapety.
Pýchová je členkou Asociace jihočeských výtvarníků.

## Dílo
Její tapiserie se během osmdesátých let 20. století objevily v pobočkách Cestovní kanceláře mládeže (CKM) v Banské Bystrici, na Kladně a v Ostravě. Další její výtvor visel od roku 1982 ve středisku mládeže v Harrachově. Některá díla Boženy Pýchové jsou ve sbírkách pražského Uměleckoprůmyslového musea.

### Výstavy
Svá díla Pýchová prezentovala na výstavách, a to jak v Československu či České republice, tak také v zahraničí:
- 1979 –  Krajinné inspirace (zámek v Jindřichově Hradci)[1]
- 1980 –  Výtvarní umělci k 35. výročí osvobození (Praha)[1]
- 1981 –  Výstava textilních miniatur (Jindřichův Hradec a Praha)[1]
- 1982 –  Kuba[1]
- 1985 –  Vyznání životu a míru (Praha)[1]
- 1985 –  Expoziţie de tapiserie, sticlă, ceramică din r. s. cehoslovacă (Bukurešť, Rumunsko)[3]
- 1989 –  Salon užitého umění (Praha, Sjezdový palác Parku kultury)[1]
- 1990 –  Výtvarníci Prahy 8 (Praha)[3]
- 2004 –  Vltavotýnské výtvarné dvorky 2004 (Týn nad Vltavou)[3]
- 2007 –  Prachatice[4]
- 2012 –  Vltavotýnské výtvarné dvorky 2012 (Týn nad Vltavou)[3]
- 2016/2017 –  Poezie nitě (Želeč)[5]